# Deutscher Tanz
Der Deutsche Tanz, kurz auch Deutscher, ist ein Beispiel für den Austausch und die Verwandtschaft zwischen höfischem, Gesellschafts- und Volkstanz.

## Ursprünge
Er geht in seinen Ursprüngen auf die Allemande (französisch „Deutsche“), genannt auch Deutscher Tanz, zurück. Diese war ein Tanz des 16. bis 18. Jahrhunderts, bestehend aus einem ruhigen Vortanz in geradem Takt und einem schnelleren Nachtanz im Dreiertakt.

## Entwicklung
Als die Allemande im 18. Jahrhundert durch andere Tänze, wie z. B. dem Menuett, aus den feinen Ballsälen verdrängt wurde, ging sie in den „musikalischen Untergrund“, d. h. sie lebte in der Volksmusik weiter und veränderte sich: Aus dem Nachtanz im Dreiertakt entstand um die Mitte des 18. Jahrhunderts in Süddeutschland und Österreich der „Deutsche“. Er ist ein volkstümlicher Drehtanz für Einzelpaare im 3/4- oder 3/8-Takt. Der einfache musikalische Aufbau besteht im Allgemeinen aus zwei wiederholten Achttaktern.

## Tanzverbote
Wegen der engen Körperhaltung galt der Tanz als unmoralisch. In Bayern wurden 1760 die „walzend und schutzend Tänz“ verboten, ab 1772 galt das Verbot auch im Land Salzburg, da es dabei zu „unzüchtigen Betastungen“ kommen konnte.
Die Entwicklung ließ sich dennoch nicht aufhalten: Gegen den Widerstand von Kirche und Adel setzte sich der „Deutsche“ als „niederer“ Tanz im Zuge der bürgerlichen Emanzipationsbewegung und der Französischen Revolution seit etwa 1790 zuerst in Wien durch. Der aufgeklärte Kaiser Joseph II. gab für Bälle in den Redoutensälen „Deutsche“ bei den besten Musikern der Zeit in Auftrag. Daher gibt es Tänze dieser Gattung von Haydn (35 Deutsche für Orchester), Mozart (50 Deutsche für Orchester), Beethoven (24 Deutsche für Orchester) und Schubert (über 100 Deutsche für Klavier). Auch in der Volksmusik werden immer wieder „Deutsche“ verwendet, heute meist als Tafelmusik, in manchen Orten auch als Volkstanz.

## Tanzfiguren
In einer Beschreibung vom Ende des 18. Jahrhunderts wird der „Deutsche“ wie folgt getanzt: „Die Tänzer und Tänzerinnen umfassen sich mit einem Arm, während die beiden freien Hände ineinandergelegt und ausgestreckt werden. Das Paar dreht sich. Die einzelnen Paare bilden einen großen Kreis und umrunden so den Saal. Im Inneren des Kreises, wo sie durch den raschen Umschwung der Walzenden (!) nicht gestört werden, versuchen sich einzelne Paare in den Figuren. Diese bestehen aus anmutigen Verschlingungen der Arme und zierlichen Stellungen des Körpers.“
Diese Figuren sehen nach zeitgenössischen Abbildungen wie Ländlerfiguren (z. B. Fensterl, Joch, Herzerl) aus (vgl. auch „Offener Walzer“). Es wird daher oft angenommen, dass Walzer und Ländler verschiedene Ausführungen des „Deutschen“ sind, die sich im Laufe der Zeit verselbständigt haben (Der österreichische Komponist Joseph Lanner nannte seine Tänze zunächst Deutsche Tänze oder Ländler, später Walzer). Jedoch ist zumindest der Ländler weit älter. Die zwischen 1734 und 1737 nach Siebenbürgen deportierten Landler nahmen damals ihre bereits voll entwickelten, mehrfigurigen landlerischen Tänze mit, die den im heutigen Oberösterreich getanzten Ländler sehr ähnlich sind und bereits den Walzer-Rundtanz als Schlussfigur haben. Demnach könnte der „Deutsche“ eine Weiterentwicklung des Ländlers, eine Art Zwischenstadium auf dem Weg zum Walzer, sein. Es könnte aber auch sein, dass „Deutscher“ einfach der ältere Name für den Ländler ist. „Deutsche Tänze“ im Dreiertakt finden sich als Instrumentalstücke bereits in der Renaissance.
Beim Lüsener Deutschen, einem Ländler aus Südtirol, wird die 5. Figur „Deutsch tanzen“ benannt. Tatsächlich ist diese Figur eine Schuhplattlerfigur.

## Entwicklung zum Walzer
Anfang des 19. Jahrhunderts ging der „Deutsche“ unter Beschleunigung des Tempos in den Walzer über. Der Ländler und nur teilweise der Deutsche Tanz überlebten weiter in der Volksmusik. Seit dem letzten Viertel des 18. Jahrhunderts taucht der Begriff „Ländler“ zum ersten Mal für die langsame Art des Tanzens mit Figuren auf.
Franz Schubert nennt seine Walzer anfangs noch „Deutsche“. Er verwendet auch abwechselnd beide Begriffe für dasselbe Musikstück. Nach dem Wiener Kongress (1815) setzte sich der deutsche „Nationaltanz“ international durch und wurde zum führenden Gesellschaftstanz des 19. Jahrhunderts. Die damaligen Walzer waren noch eher einfach gehalten, die bisher einzelnen Tänze wurden lediglich zu längeren Folgen zusammengestellt. Carl Maria von Webers Aufforderung zum Tanz von 1819 wurde dann zum Modell des Wiener Walzers, bei dem die Form aus Einleitung, Kette von fünf Walzern und Coda mit thematischen Rückgriffen charakteristisch ist.
Ein Brief aus Tragöß (Steiermark) vom Jahr 1860 sagt: „Die alte gemütliche steirische Musik wurde durch Erfindung von Flügelhorn und Maschintrompeten verdrängt, sowie auch die steirischen Tänze und alten Teutschen, wie früher die Walzer genannt wurden, der Polka, Franzaise, Mazurka usw., die von reisenden böhmischen Musikanten eingebürgert wurden, weichen mussten.“

## Der Deutsche im Volkstanz
- In Mieger (Kärnten) wird der Deutsche als menuettartiger Schreittanz getanzt[3]
- In Lüsen (Südtirol) wird eine Schuhplattlerfigur als Deutschtanzen benannt[4]